# Lunar Laser Ranging experiment
Lunar Laser Ranging experiment ou Apollo landing mirror, é um procedimento atualmente em uso que mede a distância entre as superfícies da Terra e da Lua usando a tecnologia LIDAR. Nele, lasers em observatórios na Terra são direcionados para retrorrefletores colocados na superfície da Lua durante o Programa Apollo (11, 14, e 15), e os dois do Programa Lunokhod. Pulsos de luz laser são transmitidos até a Lua e refletidos de volta à Terra. A duração da viagem desses pulsos é mensurada, e a distância lunar é calculada a partir desse valor.[carece de fontes?]

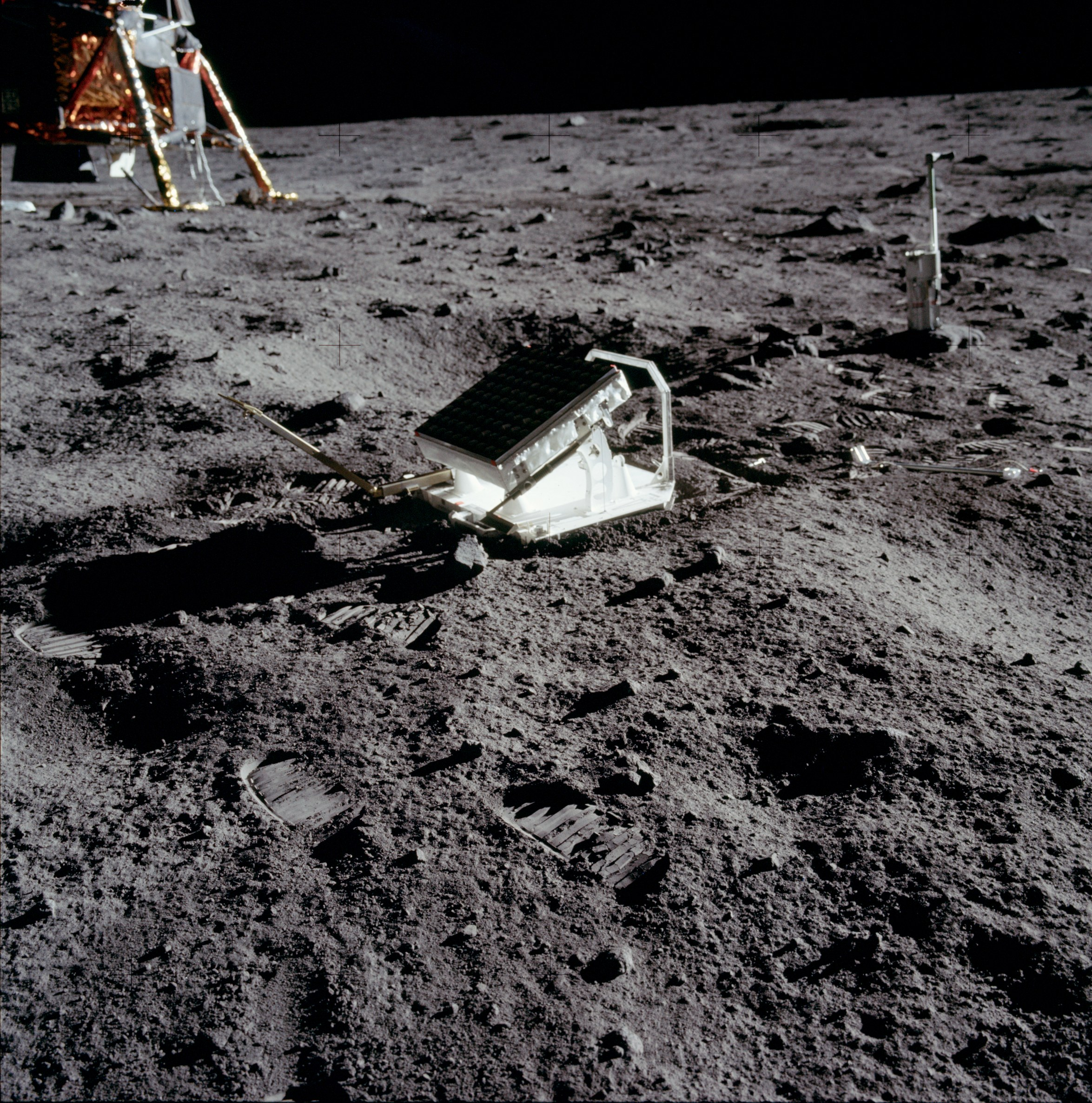
Apollo 11 Lunar Laser Ranging Experiment (LRRR)
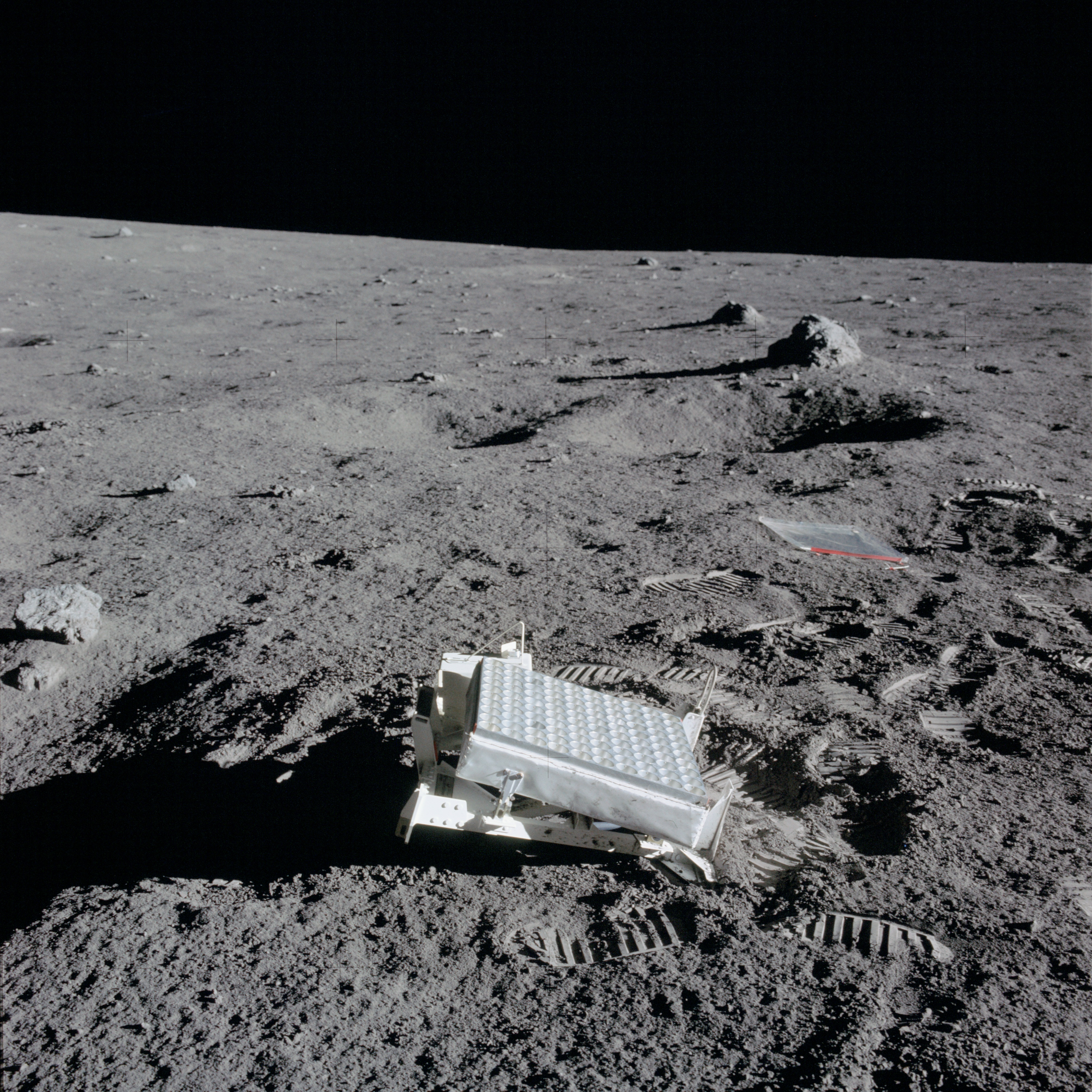
Apollo 14 Lunar Ranging Retro Reflector (LRRR)
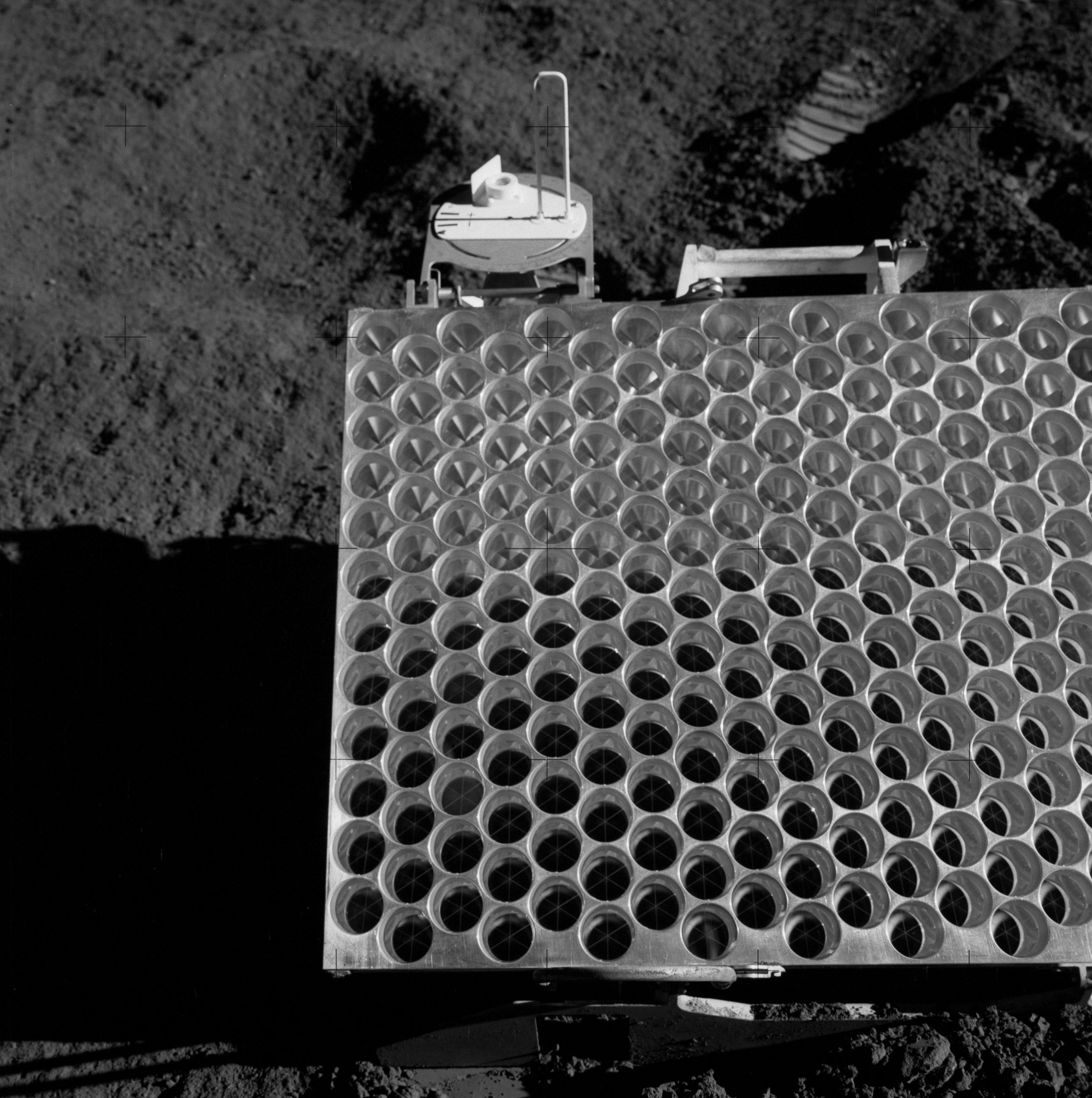
Apollo 15 Lunar Ranging Retro Reflector (LRRR)

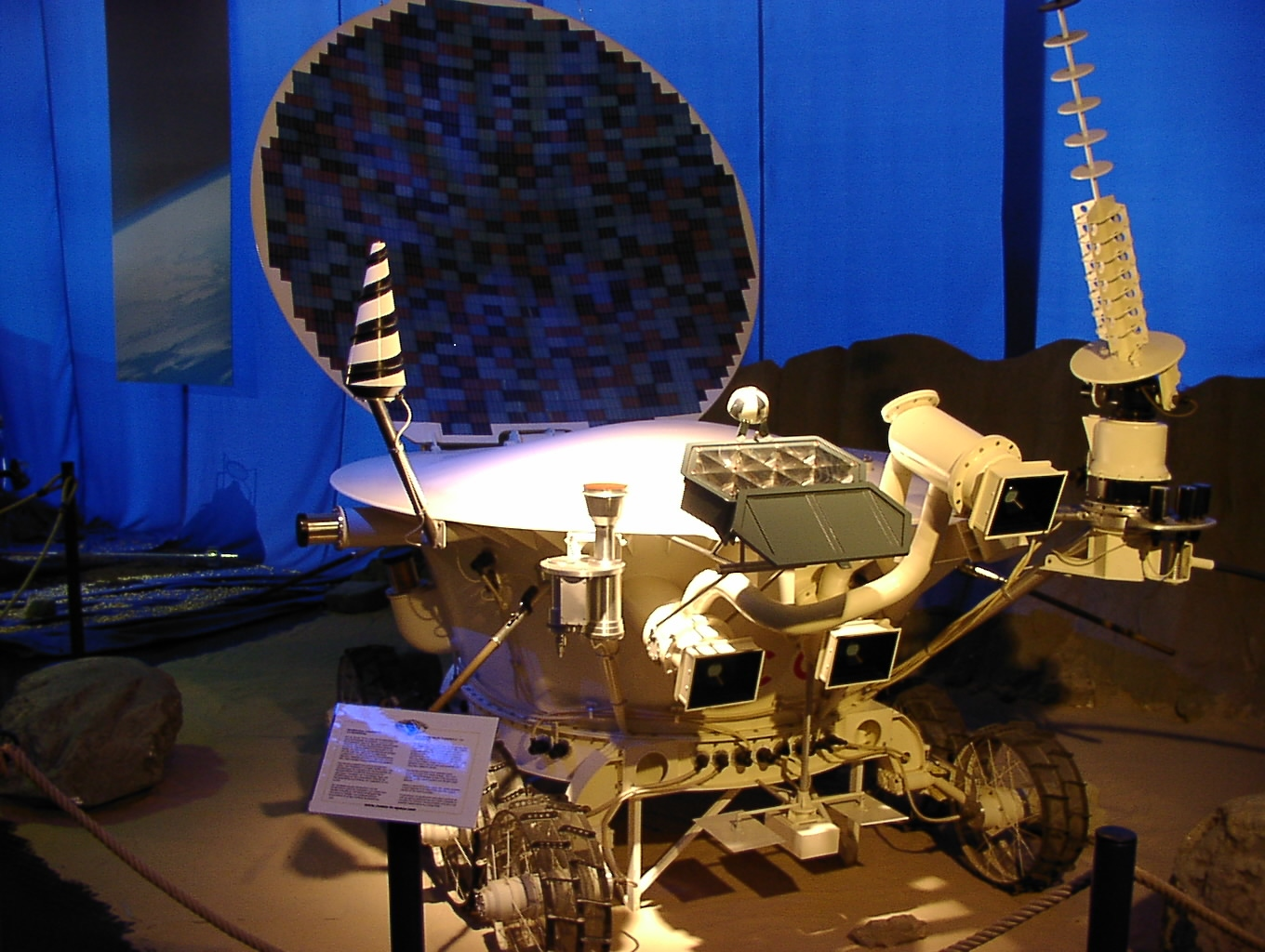
Modelo do Lunokhod-2 com seu retrorrefletor
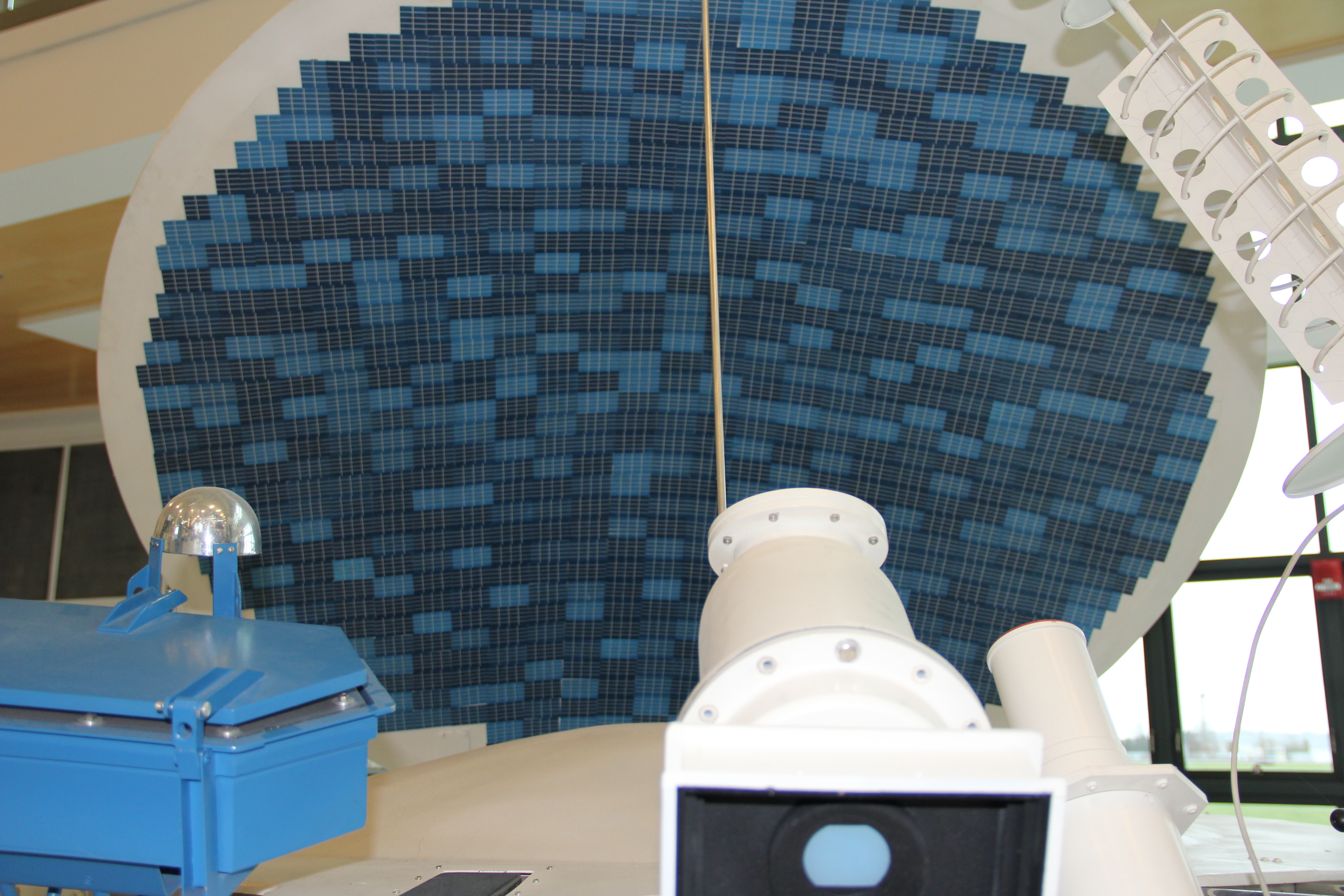
Detalhe do retrorrefletor do Lunokhod 2
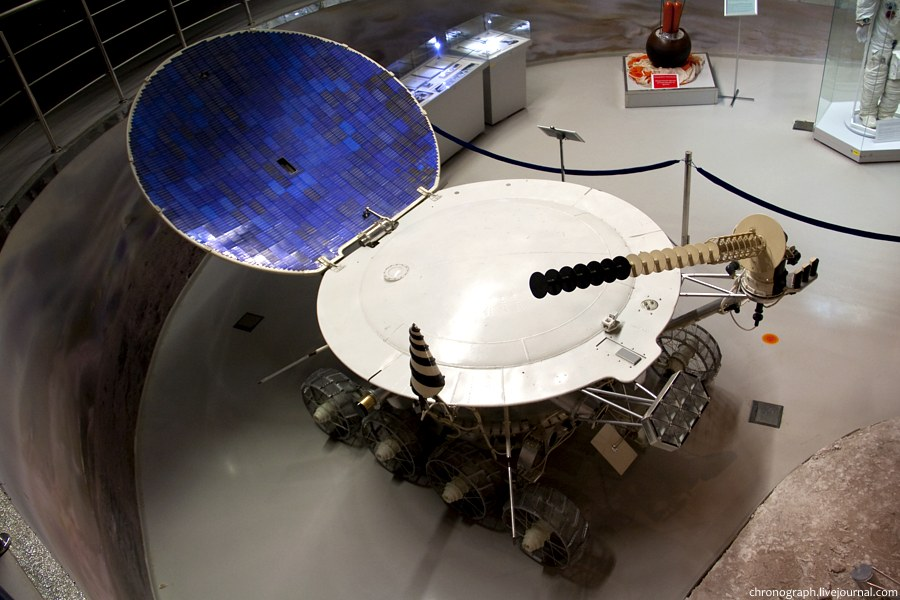
O Lunokhod 1 com seu retrorrefletor aberto